# Championnats du monde de cyclo-cross 2022
Navigation
Édition précédente Édition suivante
Les championnats du monde de cyclo-cross 2022, soixante-treizième édition des championnats du monde de cyclo-cross, se déroulent du 28 au 30 janvier 2022 à Fayetteville aux États-Unis.

## Organisation
Les championnats du monde sont organisés sous l'égide de l'Union cycliste internationale. C'est la deuxième fois que l'épreuve est organisée hors d'Europe et aux États-Unis, la première édition remontant à 2013, disputé à Louisville. Pour la première fois, un relais mixte est organisé en course test (sans titre officiel), à l'image de ce qui existe sur les épreuves de VTT.

## Parcours
D'une longueur de 3 000 m, le parcours de la course est identique à celui de la deuxième manche de la coupe du monde.

## Programme
Les horaires de course sont donnés en heure locale.
- Vendredi 28 janvier
  - 12 h 30 : Relais mixte
- Samedi 29 janvier
  - 11 h 00 : Femmes juniors
  - 13 h 00 : Hommes moins de 23 ans
  - 14 h 30 : Femmes élites
- Dimanche 30 janvier
  - 11 h 00 : Hommes juniors
  - 13 h 00 : Femmes moins de 23 ans
  - 14 h 30 : Hommes élites

## Favoris
Pour la course élite masculine, Mathieu van der Poel et Wout van Aert, lauréats de tous les titres depuis 2015 sont absents de cette édition. Les deux principaux favoris sont le belge Eli Iserbyt, vainqueur de la coupe du monde cette saison et le britannique Thomas Pidcock, champion olympique de VTT à Tokyo.
Présent sur les deux derniers podiums des championnats, le néerlandais Ryan Kamp sera l'un des principaux favoris de la course des moins de 23 ans, aux côtés de ses coéquipiers Pim Ronhaar et Mees Hendrikx, du belge Emiel Verstrynge et du britannique Cameron Mason.
Chez les élites femmes, Lucinda Brand, vainqueur de 17 courses depuis le début de la saison, championne du monde et championne d'Europe en titre, fait figure de grande favorite. Sa coéquipière néerlandaise Marianne Vos tentera de remporter un huitième titre, huit ans après son dernier sacre.
Les néerlandaises Puck Pieterse, Fem van Empel et Shirin van Anrooij, habituées des podiums sur les compétitions élites, devraient se disputer le titre des espoirs féminins.
Quasiment invaincus en compétitions juniors, David Haverdings, chez les hommes, et Zoe Bäckstedt, chez les femmes, font figure de grands favoris dans leur catégorie.
De nombreux athlètes sont contraints de renoncer à participer, étant positifs au Covid-19. Parmi les têtes d'affiche, on peut ainsi citer Quinten Hermans chez les élites hommes, Annemarie Worst chez les élites femmes ou Xaydée Van Sinaey chez les juniors femmes. Denise Betsema (malade) et Anna Kay (commotion) sont également absentes.

## Résultats

### Hommes
| Épreuves        | Or            | Argent            | Bronze       |
| --------------- | ------------- | ----------------- | ------------ |
| Élites          | Tom Pidcock   | Lars van der Haar | Eli Iserbyt  |
| Moins de 23 ans | Joran Wyseure | Emiel Verstrynge  | Thibau Nys   |
| Juniors         | Jan Christen  | Aaron Dockx       | Nathan Smith |

### Femmes
| Épreuves        | Or            | Argent             | Bronze            |
| --------------- | ------------- | ------------------ | ----------------- |
| Élites          | Marianne Vos  | Lucinda Brand      | Silvia Persico    |
| Moins de 23 ans | Puck Pieterse | Shirin van Anrooij | Fem van Empel     |
| Juniors         | Zoe Bäckstedt | Leonie Bentveld    | Lauren Molengraaf |

### Mixte (compétition test)
| Épreuves | Or                                                                | Argent                                                                 | Bronze                                                          |
| -------- | ----------------------------------------------------------------- | ---------------------------------------------------------------------- | --------------------------------------------------------------- |
| Relais   | Italie Samuele Leone Silvia Persico Lucia Bramati Davide Toneatti | États-Unis (A) Eric Brunner Katie Clouse Clara Honsinger Scott Funston | Belgique Daan Soete Kiona Crabbé Alicia Franck Niels Vandeputte |

## Classements

### Course masculine élite
| Pos                                | Cycliste               | Pays            | Temps          |
| ---------------------------------- | ---------------------- | --------------- | -------------- |
|                                    | Tom Pidcock            | Grande-Bretagne | 1 h 0 min 36 s |
| Médaille d'argent, Coupe du Monde  | Lars van der Haar      | Pays-Bas        | +30 s          |
| Médaille de bronze, Coupe du Monde | Eli Iserbyt            | Belgique        | +32 s          |
| 4.                                 | Michael Vanthourenhout | Belgique        | +52 s          |
| 5.                                 | Clément Venturini      | France          | +57 s          |
| 6.                                 | Toon Aerts             | Belgique        | +1 min 2 s     |
| 7.                                 | Jens Adams             | Belgique        | +1 min 6 s     |
| 8.                                 | Laurens Sweeck         | Belgique        | +1 min 16 s    |
| 9.                                 | Kevin Kuhn             | Suisse          | +1 min 36 s    |
| 10.                                | Daan Soete             | Belgique        | +1 min 44 s    |

### Course masculine des moins de23 ans
| Pos                                | Cycliste         | Pays            | Temps       |
| ---------------------------------- | ---------------- | --------------- | ----------- |
|                                    | Joran Wyseure    | Belgique        | 49 min 21 s |
| Médaille d'argent, Coupe du Monde  | Emiel Verstrynge | Belgique        | +13 s       |
| Médaille de bronze, Coupe du Monde | Thibau Nys       | Belgique        | +33 s       |
| 4.                                 | Mees Hendrikx    | Pays-Bas        | +33 s       |
| 5.                                 | Cameron Mason    | Grande-Bretagne | +33 s       |
| 6.                                 | Ryan Kamp        | Pays-Bas        | +38 s       |
| 7.                                 | Niels Vandeputte | Belgique        | +40 s       |
| 8.                                 | Pim Ronhaar      | Pays-Bas        | +1 min 15 s |
| 9.                                 | Gerben Kuypers   | Belgique        | +1 min 32 s |
| 10.                                | Jente Michels    | Belgique        | +1 min 37 s |

### Course masculine des juniors
| Pos                                | Cycliste            | Pays            | Temps       |
| ---------------------------------- | ------------------- | --------------- | ----------- |
|                                    | Jan Christen        | Suisse          | 43 min 11 s |
| Médaille d'argent, Coupe du Monde  | Aaron Dockx         | Belgique        | +1 s        |
| Médaille de bronze, Coupe du Monde | Nathan Smith        | Grande-Bretagne | +1 s        |
| 4.                                 | Corentin Lequet     | France          | +20 s       |
| 5.                                 | Andrew August       | États-Unis      | +20 s       |
| 6.                                 | Viktor Vandenberghe | Belgique        | +33 s       |
| 7.                                 | Wies Nuyens         | Belgique        | +35 s       |
| 8.                                 | Ian Ackert          | Canada          | +39 s       |
| 9.                                 | David Haverdings    | Pays-Bas        | +41 s       |
| 10.                                | Daniel Weis         | Danemark        | +49 s       |

### Course féminine élite
| Pos                                | Cycliste             | Pays     | Temps       |
| ---------------------------------- | -------------------- | -------- | ----------- |
|                                    | Marianne Vos         | Pays-Bas | 55 min 0 s  |
| Médaille d'argent, Coupe du Monde  | Lucinda Brand        | Pays-Bas | +1 s        |
| Médaille de bronze, Coupe du Monde | Silvia Persico       | Italie   | +51 s       |
| 4.                                 | Ceylin Alvarado      | Pays-Bas | +1 min 4 s  |
| 5.                                 | Yara Kastelijn       | Pays-Bas | +1 min 5 s  |
| 6.                                 | Manon Bakker         | Pays-Bas | +1 min 5 s  |
| 7.                                 | Maghalie Rochette    | Canada   | +1 min 39 s |
| 8.                                 | Hélène Clauzel       | France   | +1 min 59 s |
| 9.                                 | Inge van der Heijden | Pays-Bas | +1 min 59 s |
| 10.                                | Sanne Cant           | Belgique | +2 min 12 s |

### Course féminine des moins de23 ans
| Pos                                | Cycliste           | Pays            | Temps       |
| ---------------------------------- | ------------------ | --------------- | ----------- |
|                                    | Puck Pieterse      | Pays-Bas        | 46 min 27 s |
| Médaille d'argent, Coupe du Monde  | Shirin van Anrooij | Pays-Bas        | +0 s        |
| Médaille de bronze, Coupe du Monde | Fem van Empel      | Pays-Bas        | +12 s       |
| 4.                                 | Line Burquier      | France          | +39 s       |
| 5.                                 | Amandine Fouquenet | France          | +1 min 26 s |
| 6.                                 | Marie Schreiber    | Luxembourg      | +1 min 49 s |
| 7.                                 | Kristýna Zemanová  | Tchéquie        | +2 min 15 s |
| 8.                                 | Madigan Munro      | États-Unis      | +2 min 16 s |
| 9.                                 | Katie Clouse       | États-Unis      | +3 min 3 s  |
| 10.                                | Harriet Harnden    | Grande-Bretagne | +3 min 34 s |

### Course féminine des juniors
| Pos                                | Cycliste            | Pays            | Temps       |
| ---------------------------------- | ------------------- | --------------- | ----------- |
|                                    | Zoe Bäckstedt       | Grande-Bretagne | 41 min 16 s |
| Médaille d'argent, Coupe du Monde  | Leonie Bentveld     | Pays-Bas        | +32 s       |
| Médaille de bronze, Coupe du Monde | Lauren Molengraaf   | Pays-Bas        | +57 s       |
| 4.                                 | Ella Maclean-Howell | Grande-Bretagne | +1 min 6 s  |
| 5.                                 | Federica Venturelli | Italie          | +1 min 9 s  |
| 6.                                 | Lilou Fabrègue      | France          | +1 min 9 s  |
| 7.                                 | Ava Holmgren        | Canada          | +1 min 38 s |
| 8.                                 | Isabella Holmgren   | Canada          | +1 min 49 s |
| 9.                                 | Alma Johansson      | Suède           | +1 min 57 s |
| 10.                                | Julia Kopecky       | Tchéquie        | +2 min 3 s  |

### Relais mixte
| Pos | Pays                                                                            | Temps       |
| --- | ------------------------------------------------------------------------------- | ----------- |
| 1   | Italie- Samuele Leone - Silvia Persico - Lucia Bramati - Davide Toneatti        | 31 min 0 s  |
| 2   | États-Unis (A)- Eric Brunner - Katie Clouse - Clara Honsinger - Scott Funston   | +7 s        |
| 3   | Belgique- Daan Soete - Kiona Crabbé - Alicia Franck - Niels Vandeputte          | +16 s       |
| 4.  | Canada (A)- Michael van den Ham - Sidney McGill - Ava Holmgren - Owen Clark     | +46 s       |
| 5.  | États-Unis (B)- Gage Hecht - Madigan Munro - Katherine Sarkisov - Jack Spranger | +48 s       |
| 6.  | Tchéquie- Matyáš Fiala - Michael Boroš - Kristýna Zemanová - Kateřina Nash      | +1 min 10 s |
| 7.  | Canada (B)- Tyler Orshell - Isabella Holmgren - Jenaya Francis - Ian Ackert     | +1 min 56 s |

## Tableau des médailles
| Rang  | Nation          | Or | Argent | Bronze | Total |
| ----- | --------------- | -- | ------ | ------ | ----- |
| 1     | Pays-Bas        | 2  | 4      | 2      | 8     |
| 2     | Grande-Bretagne | 2  | 0      | 1      | 3     |
| 3     | Belgique        | 1  | 2      | 2      | 5     |
| 4     | Suisse          | 1  | 0      | 0      | 1     |
| 5     | Italie          | 0  | 0      | 1      | 1     |
| Total | Total           | 6  | 6      | 6      | 18    |